# ایران در بازی‌های آسیایی ۱۹۶۶
ایران در بازی‌های آسیایی ۱۹۶۶ با کاروانی مرکب از ۱۱۷ ورزشکار، داور و سرپرست در تاریخ ۱۴ مهر ۱۳۴۵ به بانکوک عزیمت کرد. این کاروان از لحاظ تعداد، پرجمعیت‌ترین کاروان ورزشی بود که تا آن سال از ایران به بازی‌های آسیایی اعزام شده بود. ایران با کسب ۶ مدال طلا، ۸ مدال نقره و ۱۷ مدال برنز و در مجموع ۳۱ مدال، با کسب رتبه ششم در این بازی ها، به کار خود پایان داد.

## حاشیه‌ها
در دیدار فوتبال میان تیم ملی فوتبال ایران و تیم ملی فوتبال تایلند، چند نفر از تماشاگران به داخل زمین ریخته و با بازیکنان ایرانی درگیر شدند که موجب بستری شدن ۵ فوتبالیست ایرانی و حسین مبشر، رئیس وقت فدراسیون فوتبال ایران، از ناحیه پیشانی شد. محمد رنجبر، کاپیتان تیم نیز با داور بازی درگیر شد که منجر به اخراج وی از زمین بازی شد.
محمد نصیری، وزنه‌بردار سبک‌وزن ایران نیز توانست با مهار وزنه ۳۵۲٫۵ رکورد دو ضرب جهان را ارتقا دهد.
تیم ملی والیبال بانوان ایران با کسب مدال برنز در بازی‌های آسیایی ۱۹۶۶، موفق به کسب نخستین عنوان بین‌المللی تاریخ ورزش بانوان ایران شده است.

## خلاصه مدال‌ها

### جدول مدال‌ها
| ورزش           | طلا | نقره | برنز | مجموع |
| -------------- | --- | ---- | ---- | ----- |
| Wrestling      | ۳   | ۵    | ۰    | ۸     |
| Weightlifting  | ۳   | ۰    | ۴    | ۷     |
| Athletics      | ۰   | ۲    | ۲    | ۴     |
| Football       | ۰   | ۱    | ۰    | ۱     |
| Boxing         | ۰   | ۰    | ۴    | ۴     |
| Cycling        | ۰   | ۰    | ۲    | ۲     |
| Tennis         | ۰   | ۰    | ۲    | ۲     |
| Volleyball     | ۰   | ۰    | ۲    | ۲     |
| Table tennis   | ۰   | ۰    | ۱    | ۱     |
| مجموع (۹ ورزش) | ۶   | ۸    | ۱۷   | ۳۱    |

### مدال‌آوران

#### دو و میدانی
- نقره
  - احمد میرحسینی - سه هزار متر با مانع
  - جلال کشمیری - پرتاب دیسک
- برنز
  - تیمور غیاثی - پرش ارتفاع
  - جلال کشمیری - پرتاب وزنه

#### بوکس
- برنز
  - ناصر آقایی - Men's 57 kg
  - التفات طالبی - Men's 60 kg
  - آلوش عباسی - Men's 81 kg
  - حسین فتحیان‌پور - Men's +81 kg

#### دوچرخه‌سواری

##### جاده
- برنز
  - تیم - تایم تریل تیمی.
    - ترکیب تیم
      - حسن روستایی
      - مهدی دوکچی
      - داوود اخلاقی
      - اسماعیل حسینی

##### پیست
- برنز
  - اسماعیل حسینی - تعقیبی انفرادی مردان

#### فوتبال
- نقره
  - تیم ملی فوتبال ایران - مردان
    - ترکیب تیم
      - عزیز اصلی
      - فرامرز ظلی
      - پرویز قلیچ‌خانی
      - حسن حبیبی
      - حمید جاسمیان
      - گودرز حبیبی
      - محمد رنجبر
      - جلال طالبی
      - مصطفی عرب
      - غلامحسین فرزامی
      - علی جباری
      - حمید امینی‌خواه
      - اکبر افتخاری
      - عبدالله سعیدی
      - فریبرز اسماعیلی
      - حمید شیرزادگان
      - همایون بهزادی
      - پرویز میرزاحسن

    - سرمربی: گئورگی سوچ

#### تنیس روی میز
- برنز
  - هوشنگ بزرگ‌زاده - انفرادی مردان

#### تنیس
- برنز
  - تقی اکبری - انفرادی مردان
  - تیمی - تیمی مردان
    - ترکیب تیم
      - تقی اکبری
      - عزت‌الله نعمتی
      - نعمت‌الله نعمتی
      - عیسی خدایی

#### والیبال

##### داخل سالن
- برنز
  - تیم ملی والیبال مردان ایران - مردان
    - ترکیب تیم
      - محمود مطلق
      - حسن کرد
      - مسعود صالحيه
      - خليل پاک‌نظر
      - چنگيز انصاری
      - حسن كبيری
      - محمد همت‌يار
      - مجتبی مرتضوی

    - سرمربی: حسین جبارزادگان

  - تیم ملی والیبال زنان ایران - زنان
    - ترکیب تیم
      - ماری تت
      - روحی پندنواز
      - مهری خرازی
      - عذرا ملک
      - مینا فتحی
      - نسرین شکوفی
      - لیلا امامی
      - پری فردی
      - ژاله سید هادی‌زاده

    - سرمربی: فریدون شریف‌زاده

#### وزنه‌برداری
- طلا
  - محمد نصیری - Men's 56 kg
  - پرویز جلایر - Men's 67.5 kg
  - منوچهر برومند - Men's +90 kg
- برنز
  - محمدرضا ناصحی - Men's 52 kg
  - محمد عامی تهرانی - Men's 75 kg
  - ناصر دورودیان - Men's 90 kg
  - رضا استکی - Men's +90 kg

#### کشتی

##### آزاد
- طلا
  - عبدالله موحد - Men's 70 kg
  - منصور مهدی‌زاده - Men's 97 kg
  - اسکندر فیلابی - Men's +97 kg
- نقره
  - علی‌اکبر حیدری - Men's 52 kg
  - محمدعلی فرخیان - Men's 57 kg
  - محمدابراهیم سیف‌پور - Men's 63 kg
  - حسین تهامی - Men's 78 kg
  - محمود معزی‌پور - Men's 87 kg